# Santa Marta de Magasca
Santa Marta de Magasca is een gemeente  in de Spaanse provincie Cáceres en in de regio Extremadura. Santa Marta de Magasca heeft een oppervlakte van 40 vierkante kilometer en heeft 300 inwoners (1 januari 2016).

## Politiek
De burgemeester van Santa Marta de Magasca is Raul Gutierrez Mariscal.

## Demografische ontwikkeling
Bron: INE, 1857-2011: volkstellingen